# Римские цифры
Ри́мские ци́фры — цифры, использовавшиеся древними римлянами в их непозиционной системе счисления.
Натуральные числа записываются при помощи повторения этих цифр. При этом, если бо́льшая цифра стоит перед меньшей, то они складываются (принцип сложения), если же меньшая стоит перед большей, то меньшая вычитается из большей (принцип вычитания). Последнее правило применяется только во избежание четырёхкратного повторения одной и той же цифры.
Римские цифры появились за 500 лет до нашей эры у этрусков (см. этрусский алфавит), которые могли заимствовать часть цифр у протокельтов.

## Цифры
Римские обозначения чисел известны ныне лучше, чем любая другая древняя система счисления. Объясняется это не столько какими-то особыми достоинствами римской системы, сколько тем огромным влиянием, которым пользовалась Римская империя в своё время. Этруски, завоевавшие Рим в VII веке до н. э., испытали на себе влияние восточно-средиземноморских культур. Этим отчасти объясняется сходство основных принципов римской и аттической систем счисления. Обе системы были десятичными, хотя в обеих системах счисления особую роль играло число пять. Обе системы использовали при записи чисел повторяющиеся символы.
Старыми римскими символами для обозначения чисел 1, 5, 10, 100 и 1000 (индо-арабской записи) были, соответственно, символы I, V, X, Θ (или ⊕, или ⊗) и Φ (или ↀ , или CIƆ). Хотя о первоначальном значении этих символов было написано много, их удовлетворительного объяснения нет до сих пор. Согласно одной из распространённых теорий, римская цифра V изображает раскрытую руку с четырьмя прижатыми друг к другу пальцами и отставленным большим пальцем; символ X, согласно той же теории, изображает две скрещённые руки или сдвоенную цифру V. Символы чисел 100 и 1000, возможно, берут начало от греческих букв Θ и φ. Неизвестно, произошли ли более поздние обозначения C и M от старых римских символов или они акрофонически связаны с начальными буквами латинских слов, означавших 100 (центум) и 1000 (милле). Полагают, что римский символ числа 500, буква D, возник из половинки старого символа, обозначавшего 1000. Если не считать, что большинство римских символов, скорее всего, не были акрофоническими и что промежуточные символы для обозначения чисел 50 и 500 не были комбинациями символов чисел 5 и 10 или 5 и 100, то в остальном римская система счисления напоминала аттическую. Римляне часто использовали принцип вычитания, поэтому иногда вместо VIIII использовали IX, а вместо LXXXX — XC; сравнительно позднее — символ IV вместо IIII. Поэтому ныне все римские цифры можно записать заглавными латинскими буквами.
В целом римляне не были склонны заниматься математикой, поэтому не испытывали особой потребности в больших числах. Тем не менее, для обозначения 10 000 они эпизодически использовали символ CCIƆƆ, а для числа 100 000 — символ CCCIƆƆƆ. Половинки этих символов иногда использовались для обозначения чисел 5000 (IƆƆ) и 50000 (IƆƆƆ).

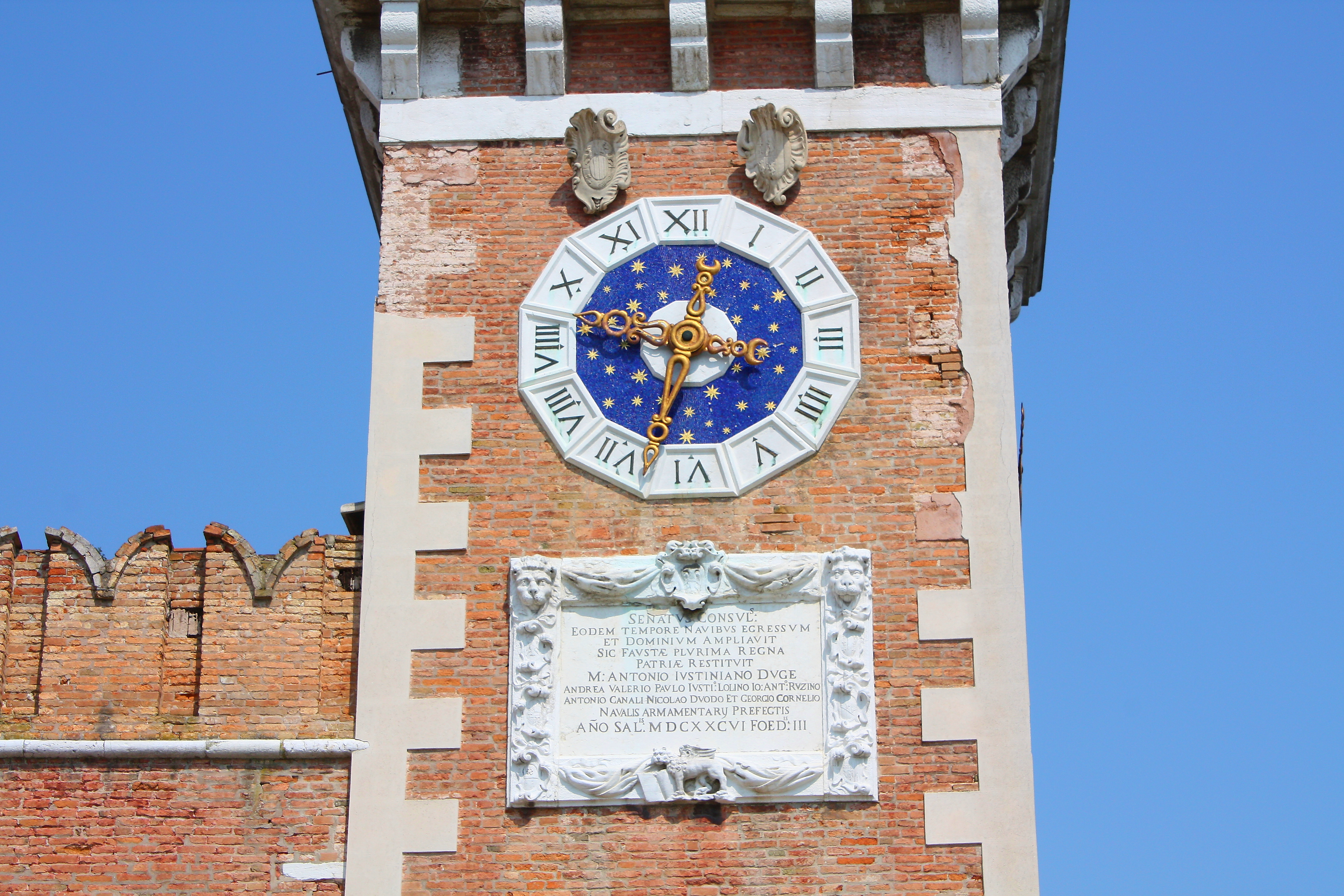
Настенные башенные часы в Венеции с написанием чисел VIIII для обозначения девятого часа и IIII для обозначения четвёртого часа

| 1    | I | unus, unum   |
| 5    | V | quinque      |
| 10   | X | decem        |
| 50   | L | quinquaginta |
| 100  | C | centum       |
| 500  | D | quingenti    |
| 1000 | M | mille        |

## Дроби
Дробей римляне избегали так же упорно, как и больших чисел. В практических задачах, связанных с измерениями, они не использовали дроби, подразделяя единицу измерения обычно на 12 частей, с тем чтобы результат измерения представить в виде составного числа, суммы кратных различных единиц, как это делается сегодня, когда длину выражают в ярдах, футах и дюймах. Английские слова ounce («унция») и inch («дюйм») происходят от латинского слова uncia («унция»), обозначавшего одну двенадцатую основной единицы длины.
Символ 1/2 — буква S использовался в обозначениях номинала монет республиканского периода, однако позднее вышел из употребления. Унция (1/12) обозначалась точкой (·) или (на монетах) в виде маленького выпуклого полушария, иногда — горизонтальной чертой (-), а также (в скорописи) знаками и; обозначением ½ унции (семунции) служили знаки Σ, Є, £, сицилика — Ɔ, секстулы — 𐆓, скрупула — ℈. Однако на практике двенадцатиричные дроби чаще всего изображались сочетанием точек и символа S.

## Запись чисел
| Арабская запись                               | Римская запись                  |
| --------------------------------------------- | ------------------------------- |
| 1                                             | I                               |
| 2                                             | II                              |
| 3                                             | III                             |
| 4                                             | IV                              |
| 5                                             | V                               |
| 6                                             | VI                              |
| 7                                             | VII                             |
| 8                                             | VIII                            |
| 9                                             | IX                              |
| 10                                            | X                               |
| 11                                            | XI                              |
| 12                                            | XII                             |
| 13                                            | XIII                            |
| 14                                            | XIV                             |
| 15                                            | XV                              |
| 16                                            | XVI                             |
| 17                                            | XVII                            |
| 18                                            | XVIII                           |
| 19                                            | XIX                             |
| 20                                            | XX                              |
| 21                                            | XXI                             |
| 22                                            | XXII                            |
| 23                                            | XXIII                           |
| 30                                            | XXX                             |
| 40                                            | XL                              |
| 50                                            | L                               |
| 60                                            | LX                              |
| 70                                            | LXX                             |
| 80                                            | LXXX                            |
| 90                                            | XC                              |
| 100                                           | C                               |
| 200                                           | CC                              |
| 300                                           | CCC                             |
| 400                                           | CD                              |
| 500                                           | D; IƆ                           |
| 600                                           | DC; IƆC                         |
| 700                                           | DCC; IƆCC                       |
| 800                                           | DCCC; IƆCCC                     |
| 900                                           | CM; CCIƆ                        |
| 1000                                          | M; ↀ; CIƆ                       |
| 2000                                          | MM; CIƆCIƆ                      |
| 3000                                          | MMM; CIƆCIƆCIƆ                  |
| 3999                                          | MMMCMXCIX; CIƆCIƆCIƆCCIƆXCIX    |
| 4000                                          | MV; ↀↁ; CIƆIƆƆ                  |
| 5000                                          | V; ↁ; IƆƆ                       |
| 6000                                          | VM; ↁↀ; IƆƆCIƆ                  |
| 7000                                          | VMM; ↁↀↀ; IƆƆCIƆCIƆ             |
| 8000                                          | VMMM; ↁↀↀↀ; IƆƆCIƆCIƆCIƆ        |
| 9000                                          | MX; ↀↂ; CIƆCCIƆƆ                |
| 10 000                                        | X; ↂ; CCIƆƆ                     |
| 20 000                                        | XX; ↂↂ; CCIƆƆCCIƆƆ              |
| 30 000                                        | XXX; ↂↂↂ; CCIƆƆCCIƆƆCCIƆƆ       |
| 40 000                                        | XL; ↂↇ; CCIƆƆIƆƆƆ               |
| 50 000                                        | L; ↇ; IƆƆƆ                      |
| 60 000                                        | LX; ↇↂ; IƆƆƆCCIƆƆ               |
| 70 000                                        | LXX; ↇↂↂ; IƆƆƆCCIƆƆCCIƆƆ        |
| 80 000                                        | LXXX; ↇↂↂↂ; IƆƆƆCCIƆƆCCIƆƆCCIƆƆ |
| 90 000                                        | XC; ↂↈ; CCIƆƆCCCIƆƆƆ            |
| 100 000                                       | C; ↈ; CCCIƆƆƆ                   |
| 200 000                                       | CC; ↈↈ; CCCIƆƆƆCCCIƆƆƆ          |
| 300 000                                       | CCC; ↈↈↈ; CCCIƆƆƆCCCIƆƆƆCCCIƆƆƆ |
| 400 000                                       | CD; CCCIƆƆƆIƆƆƆƆ                |
| 500 000                                       | D; IƆƆƆƆ                        |
| 600 000                                       | DC; IƆƆƆƆCCCIƆƆƆ                |
| 700 000                                       | DCC; IƆƆƆƆCCCIƆƆƆCCCIƆƆƆ        |
| 800 000                                       | DCCC                            |
| 900 000                                       | CM                              |
| 1 000 000                                     | M                               |
| 2 000 000                                     | MM                              |
| 3 000 000                                     | MMM                             |
| 4 000 000                                     | MV                              |
| 5 000 000                                     | V                               |
| 6 000 000                                     | VM                              |
| 7 000 000                                     | VMM                             |
| 8 000 000                                     | VMMM                            |
| 9 000 000                                     | MX                              |
| 10 000 000                                    | X                               |
| 100 000 000                                   | C                               |
| 1 000 000 000                                 | M                               |
| 1 000 000 000 000                             | M                               |
| 1 000 000 000 000 000 000 000 000 000 000 000 | M                               |
| 10^100                                        | X^C                             |

Для правильной записи больших чисел римскими цифрами необходимо сначала записать число тысяч, затем сотен, затем десятков и, наконец, единиц.
В системе римских цифр отсутствует ноль, но ранее использовалось обозначение нуля как nulla («нет»), nihil («ничто») и N (первая буква этих слов).
При этом некоторые из цифр (I, X, C, M) могут повторяться, но не более трёх раз подряд; таким образом, с их помощью можно записать любое натуральное число не более 3999 (MMMCMXCIX). В ранние периоды существовали знаки для обозначения бо́льших цифр — 5000, 10 000, 50 000 и 100 000 (тогда максимальное число по упомянутому правилу равно 399 999). При записи чисел в римской системе счисления меньшая цифра может стоять справа от большей; в этом случае она прибавляется к ней. Например, число 283 по-римски записывается как CCLXXXIII, то есть 100+100+50+10+10+10+1+1+1=283. Здесь цифра, изображающая сотню, повторена два раза, а цифры, изображающие соответственно десяток и единицу, повторены по три раза.
Пример: число 1988. Одна тысяча M, девять сотен CM, восемь десятков LXXX, восемь единиц VIII. Запишем их вместе: MCMLXXXVIII.
Довольно часто, чтобы выделить числа в тексте, над ними рисовали черту: LXIV. Иногда черту рисовали и сверху, и снизу: XXXII — в частности, так принято выделять римские цифры в русском рукописном тексте (в типографском наборе это не используют из-за технической сложности). У других авторов черта сверху могла обозначать увеличение значения цифры в 1000 раз: V = 5000.

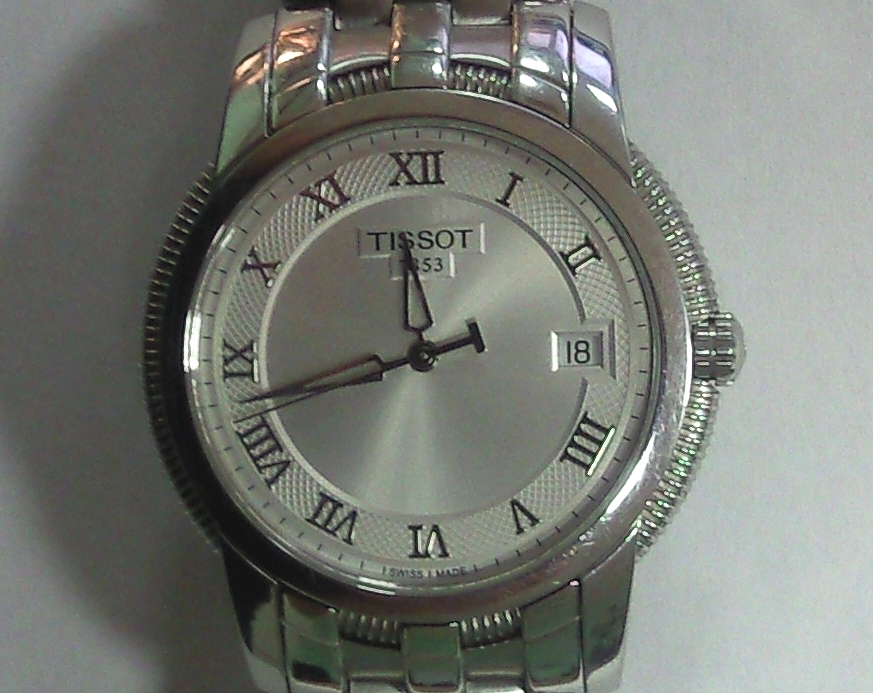
Часы марки Tissot с традиционным написанием IIII

Повсеместно записывать число «четыре» как IV стали только в XIX веке, до этого наиболее часто употреблялась запись IIII. Однако запись IV можно встретить уже в документах манускрипта Forme of Cury, датируемых 1390 годом. На циферблатах часов в большинстве случаев традиционно используется IIII вместо IV, главным образом, по эстетическим соображениям, такое написание обеспечивает визуальную симметрию с цифрами VIII на противоположной стороне, а перевёрнутую IV прочесть труднее, чем IIII. Существует и версия, что IV на циферблате не писалось потому, что IV — первые буквы латинского имени бога Юпитера (IVPITER).
Меньшая цифра может быть записана и слева от большей, тогда её следует вычесть из большей. При этом вычитаться могут только цифры, обозначающие 1 или степени 10, а в качестве уменьшаемого выступать только ближайшие в числовом ряду к вычитаемой две цифры (то есть вычитаемое, умноженное на 5 или 10). Повторения меньшей цифры не допускаются. Таким образом, существует только шесть вариантов использования «правила вычитания»:
- IV = 4
- IX = 9
- XL = 40
- XC = 90
- CD = 400
- CM = 900

Например, число 94 будет XCIV = 100 − 10 + 5 − 1 = 94 — так называемое «правило вычитания» (появилось в эпоху поздней античности, а до этого римляне писали число 4 как IIII, а число 40 — как XXXX).
Другие способы «вычитания» недопустимы; так, число 99 должно быть записано как XCIX, но не как IC. Однако, в наши дни в некоторых случаях используется и упрощенная запись римских чисел, например, в программе Microsoft Excel при преобразовании арабских цифр в римские при помощи функции «РИМСКОЕ()» можно использовать несколько видов представления чисел, от классического до сильно упрощённого (так, число 499 может быть записано как CDXCIX, LDVLIV, XDIX, VDIV или ID). Упрощение состоит в том, что для уменьшения какой-либо цифры слева от неё может писаться любая другая цифра:
- 999. Тысяча (M), вычтем 1 (I), получим 999 (IM) вместо CMXCIX. Следствие: 1999 — MIM вместо MCMXCIX
- 95. Сто (C), вычтем 5 (V), получим 95 (VC) вместо XCV
- 1950: Тысяча (M), вычтем 50 (L), получим 950 (LM). Следствие: 1950 — MLM вместо MCML

Случаи такой записи чисел (как правило, годов) часто встречаются в титрах телесериалов США. Например, для года 1998 — MIIM вместо MCMXCVIII.
С помощью римских цифр можно записывать и бо́льшие классы чисел. Для этого над теми цифрами, которые обозначают тысячи, ставится черта, а над цифрами, которые обозначают миллионы, — двойная черта. Исключение составляет цифра I; вместо черты сверху записывается цифра M, а начиная с миллиона — по одной черте сверху. Например, число 123123 будет выглядеть так:
CXXIIICXXIII
А миллион как I, но только не с одной, а с двумя чертами во главе: I

## Применение

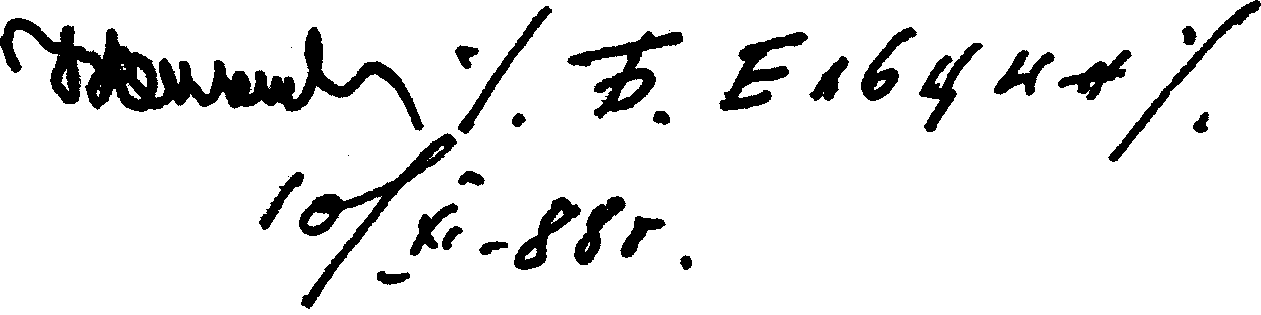
Автограф Б. Н. Ельцина 10 ноября 1988 года. Месяц указан римскими цифрами

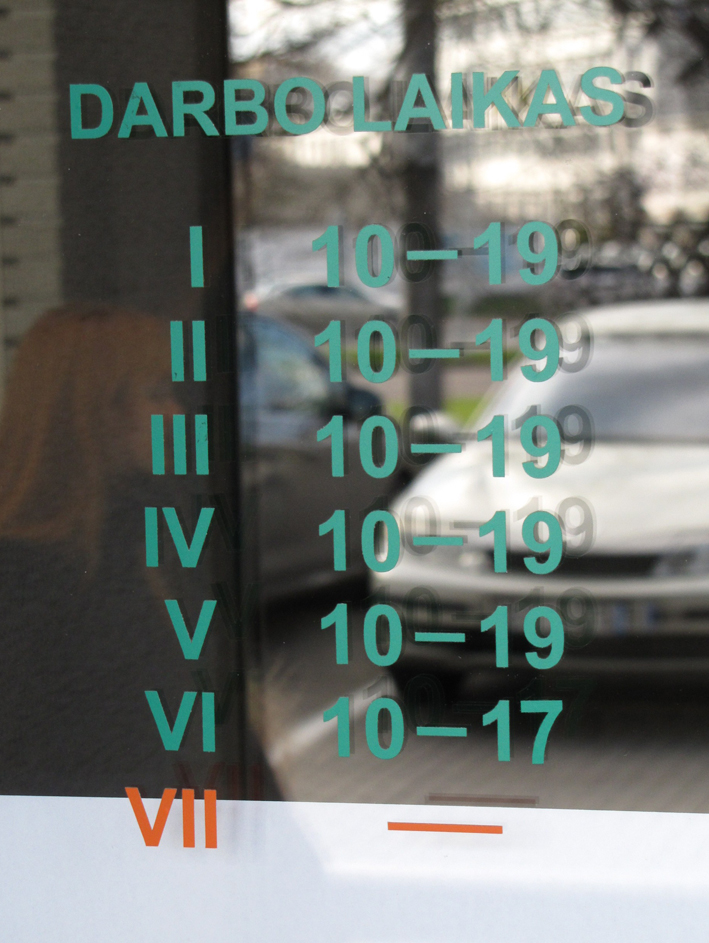
Римские цифры, обозначающие день недели, на витрине одного из магазинов в Вильнюсе

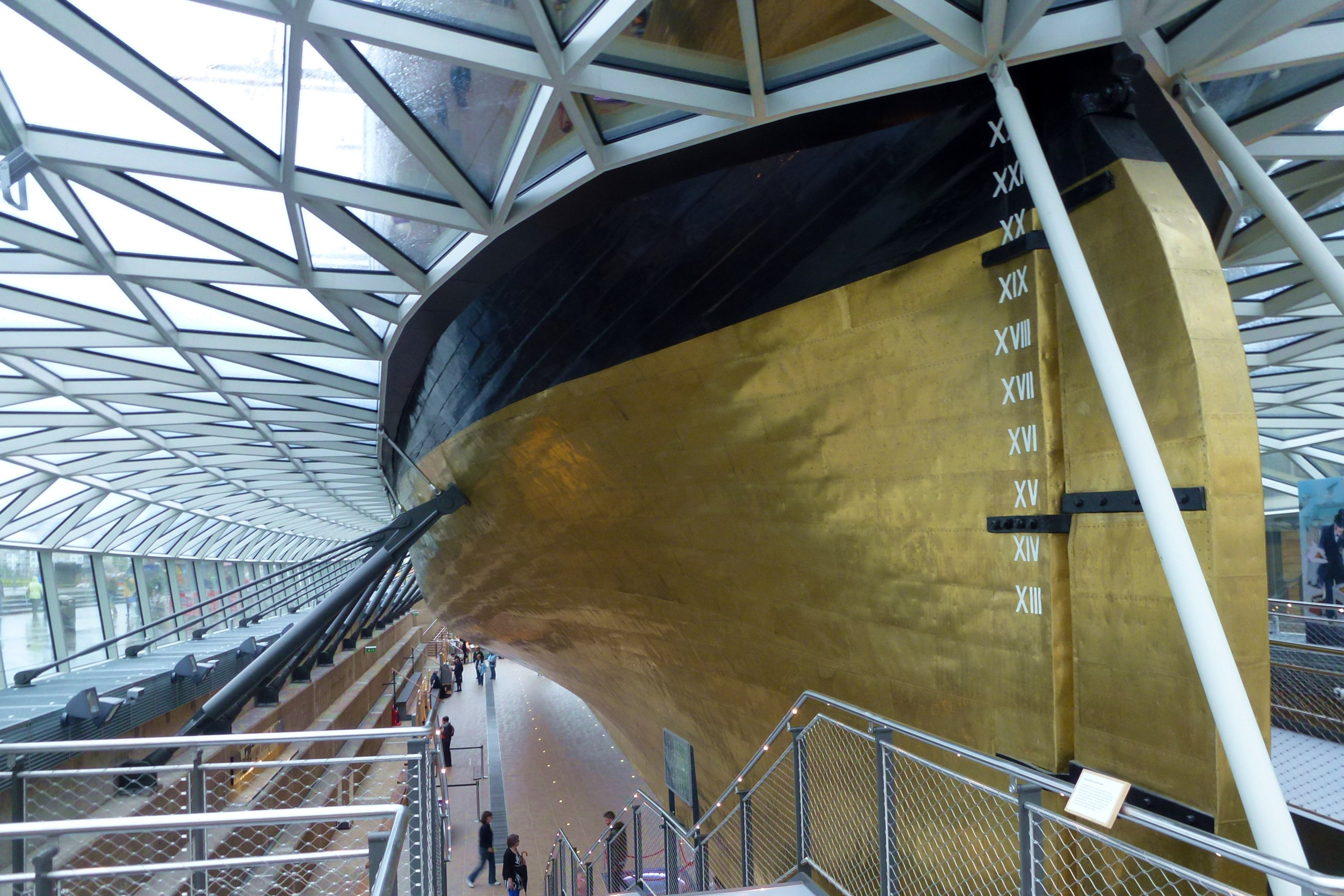
Англосаксонская система марок углубления, используемая на корме клипера «Катти Сарк» (осадка — 6,7 метра)

В русском языке римские цифры используют в следующих случаях:
- Номер века или тысячелетия: XIX век, II тысячелетие до н. э.
- Спряжение глаголов.
- Маркировка циферблатов часов «под старину».
- Номер тома в многотомной книге или тома журналов (иногда — номера частей книги, разделов или глав).
- Тронный номер монарха с одинаковым именем: Пётр I, Елизавета II, Александр III.
- Группа крови на нашивках формы военнослужащих ВС РФ.
- На советских судах обозначали осадку в метрах римскими буквами (на английских кораблях — в футах римскими буквами).
- В некоторых изданиях — номера листов с предисловием к книге, чтобы не исправлять ссылки внутри основного текста при изменении предисловия.
- Порядковые номера важных исторических событий или пунктов списка, например: V постулат Евклида, II мировая война, XX съезд КПСС, Игры XXII Олимпиады и тому подобное.
- Валентность химических элементов, например: оксид серы (IV), хлорид меди (II).
- Номер корпуса в вооружённых силах.
- Иногда год окончания постройки здания на его фронтоне.
- Порядковый номер ступени в звукоряде.
- В математическом анализе римскими цифрами записывают номер производной, правда, при чтении (обычно) произносят «штрих» вместо I, «два штриха» вместо II, «три штриха» вместо III. Наконец, начиная с IV читают «четвёртая производная»: {\displaystyle f'(x)=f^{I}(x)=f^{(1)}(x)} и {\displaystyle f^{IV}(x)=f^{(4)}(x)}.

Римские цифры широко употребляли в Европе и СССР при указании даты для обозначения месяца года, например, 11/III-85 или 9.XI.89, это можно увидеть на многих архивных документах тех времён. Подобным образом, через косую черту, в том числе записывали дату урока в классных журналах, например, 24/II. Для указания дат рождения и смерти на надгробиях часто использовали особый формат, где месяц года также обозначали римскими цифрами, например, {\displaystyle 18{\textstyle {\frac {25}{XI}}}87\sim 19{\textstyle {\frac {26}{I}}}43} (25 ноября 1887 ~ 26 января 1943). Подобный формат в 1970—1980-х годах использовали в медицинских справках.
С переходом на компьютерную обработку информации форматы даты, основанные на римских цифрах, практически вышли из употребления.
В других языках сфера применения римских цифр может иметь особенности. В западных странах римскими цифрами нередко записывают номер года, например, на фронтонах зданий и в титрах видео-, кино- и телепродукции.
В современной Литве на дорожных знаках, на витринах магазинов, на вывесках предприятий римскими цифрами могут обозначать дни недели.

## Юникод
Стандарт Юникода рекомендует использовать для представления римских цифр обычные латинские буквы. Тем не менее стандарт включает также специальные символы для римских цифр как часть Числовых форм в области знаков с кодами с U+2160 по U+2188. Например, MCMLXXXVIII может быть представлено в форме ⅯⅭⅯⅬⅩⅩⅩⅧ. Этот диапазон включает как строчные, так и прописные цифры для записи чисел от 1 (Ⅰ) до 12 (Ⅻ), в том числе и комбинированные глифы для составных чисел, таких как 8 (Ⅷ), главным образом для обеспечения совместимости с восточноазиатскими наборами символов в таких промышленных стандартах, как JIS X 0213, где эти символы определены. Комбинированные глифы используются для представления чисел, которые ранее составлялись из отдельных символов (например, Ⅻ вместо его представления как X и I I). В дополнение к этому, глифы существуют для архаичных форм записи чисел 1000, 5000, 10 000, большой обратной C (Ɔ), поздней формы записи 6 (ↅ, похожей на греческую стигму: Ϛ), ранней формы записи числа 50 (ↆ, похожей на стрелку, указывающую вниз ↓⫝⊥), 50 000, и 100 000. Маленькая обратная c, ↄ не включена в символы римских цифр, но включена в стандарт Юникод как прописная клавдиева буква Ↄ.
| Значение | 1        | 2        | 3        | 4        | 5        | 6        | 7        | 8        |
| -------- | -------- | -------- | -------- | -------- | -------- | -------- | -------- | -------- |
| Символ   | U+2160 Ⅰ | U+2161 Ⅱ | U+2162 Ⅲ | U+2163 Ⅳ | U+2164 Ⅴ | U+2165 Ⅵ | U+2166 Ⅶ | U+2167 Ⅷ |
| Символ   | U+2170 ⅰ | U+2171 ⅱ | U+2172 ⅲ | U+2173 ⅳ | U+2174 ⅴ | U+2175 ⅵ | U+2176 ⅶ | U+2177 ⅷ |
|          |          |          |          |          |          |          |          |          |
| Значение | 9        | 10       | 11       | 12       | 50       | 100      | 500      | 1000     |
| Символ   | U+2168 Ⅸ | U+2169 Ⅹ | U+216A Ⅺ | U+216B Ⅻ | U+216C Ⅼ | U+216D Ⅽ | U+216E Ⅾ | U+216F Ⅿ |
| Символ   | U+2178 ⅸ | U+2179 ⅹ | U+217A ⅺ | U+217B ⅻ | U+217C ⅼ | U+217D ⅽ | U+217E ⅾ | U+217F ⅿ |
|          |          |          |          |          |          |          |          |          |
| Значение | 1000     | 5000     | 10 000   | 100      | 6        | 50       | 50 000   | 100 000  |
| Символ   | U+2180 ↀ | U+2181 ↁ | U+2182 ↂ | U+2183 Ↄ | U+2185 ↅ | U+2186 ↆ | U+2187 ↇ | U+2188 ↈ |

Отображение всех этих символов требует наличия программного обеспечения, поддерживающего стандарт Юникод, и шрифта, содержащего соответствующие этим символам глифы (например, шрифт Universalia).

## Машинопись

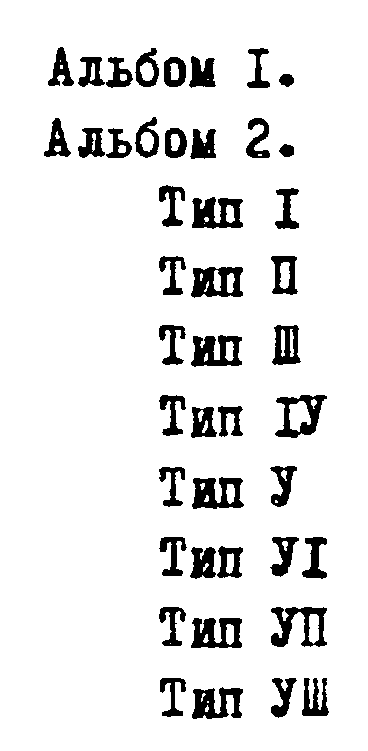
Машинописные римские цифры в оглавлении

На пишущей машинке с русским шрифтом для написания отсутствующих латинских знаков используются визуально похожие русские буквы (например, П для II, Ш для III, У для V) и арабская цифра 1, имеющая в машинописном шрифте написание I. Для L и D допускается использование Л и Д.
| Число      | I | II | III | IV | V | VI | VII | VIII | IX | X | L | C | D | M |
| Машинопись | 1 | П  | Ш   | 1У | У | У1 | УП  | УШ   | 1Х | Х | Л | С | Д | М |

## Регулярные выражения
Регулярное выражение для проверки римских цифр — ^(M{0,3})(D?C{0,3}|C[DM])(L?X{0,3}|X[LC])(V?I{0,3}|I[VX])$
В языке Perl для поиска римских цифр в строке можно использовать регулярное выражение
m/\b((?:M{0,3}?(?:D?C{0,3}|C[DM])?(?:L?X{0,3}|X[LC])?(?:I{0,3}?V?I{0,3}|I[VX])))\b/gs.

## Преобразование
Для преобразования чисел, записанных арабскими цифрами, в римские используются специальные функции.
Например, в английской версии Microsoft Excel и в любой версии OpenOffice.org Calc для этого существует функция ROMAN (аргумент; форма),
в русской версии Microsoft Excel эта функция называется РИМСКОЕ(число; форма).
Необязательный аргумент «форма» может принимать значения от 0 до 4, а также «ложь» и «истина». Отсутствие аргумента «форма» или равенство его 0 или «истина» даёт «классическую» (строгую) форму преобразования; значение 4 или «ложь» даёт наиболее упрощённую; значения 1, 2, 3 дают промежуточные по строгости-упрощению варианты. Различия проявляются, например, на числах 45, 49, 495, 499 (указаны первые в диапазоне [1;3999]).
|       | форма | 0      | 1      | 2    | 3    | 4  |
| число |       |        |        |      |      |    |
| 45    |       | XLV    | VL     | VL   | VL   | VL |
| 49    |       | XLIX   | VLIV   | IL   | IL   | IL |
| 495   |       | CDXCV  | LDVL   | XDV  | VD   | VD |
| 499   |       | CDXCIX | LDVLIV | XDIX | VDIV | ID |

Для нецелых значений аргумента «число» производится округление вниз до целого; если после этого значение оказывается больше 3999 или меньше 0, то функция возвращает «#Знач»; для значения 0 возвращается пустая ячейка.
```
var
 
arab
 
=
 
[
1
,
 
4
,
 
5
,
 
9
,
 
10
,
 
40
,
 
50
,
 
90
,
 
100
,
 
400
,
 
500
,
 
900
,
 
1000
];

var
 
roman
 
=
 
[
'I'
,
'IV'
,
'V'
,
'IX'
,
'X'
,
'XL'
,
'L'
,
'XC'
,
'C'
,
'CD'
,
'D'
,
'CM'
,
'M'
];

function
 
arabToRoman
(
number
)

{

	
if
(
!
number
)
 
return
 
''
;

	
var
 
ret
 
=
 
''
;

	
var
 
i
 
=
 
arab
.
length
 
-
 
1
;

	
while
(
number
 
>
 
0
)

	
{

		
if
(
number
 
>=
 
arab
[
i
])

		
{

			
ret
 
+=
 
roman
[
i
];

			
number
 
-=
 
arab
[
i
];

		
}

		
else

		
{

			
i
--
;

		
}

	

	
}

	
return
 
ret
;

}

function
 
romanToArab
(
str
)

{

	

	
str
 
=
 
str
.
toUpperCase
();

	
var
 
ret
 
=
 
0
;

	
var
 
i
 
=
 
arab
.
length
 
-
 
1
;

	
var
 
pos
 
=
 
0
;

	
while
(
i
 
>=
 
0
 
&&
 
pos
 
<
 
str
.
length
 
)

	
{

		
if
(
str
.
substr
(
pos
,
 
roman
[
i
].
length
)
 
==
 
roman
[
i
])

		
{

			
ret
 
+=
 
arab
[
i
];

			
pos
 
+=
 
roman
[
i
].
length
;

		
}

		
else

		
{

			
i
--
;

		
}

	

	
}

	
return
 
ret
;

}

```

```
#include
 
<string.h>

const
 
int
   
arabar
[]
  
=
 
{
  
1
,
   
4
,
    
5
,
   
9
,
    
10
,
  
40
,
  
50
,
   
90
,
  
100
,
 
400
,
  
500
,
 
900
,
  
1000
};

const
 
char
 
*
romanar
[]
 
=
 
{
 
"I"
,
 
"IV"
,
 
"V"
,
 
"IX"
,
 
"X"
,
 
"XL"
,
 
"L"
,
 
"XC"
,
 
"C"
,
 
"CD"
,
 
"D"
,
 
"CM"
,
 
"M"
};

 

char
 
*
arab2roman
(
unsigned
 
short
 
int
 
arab
)
 
{

        
static
 
char
 
roman
[
80
];

        
const
 
int
 
m
 
=
 
sizeof
(
arabar
)
/
sizeof
(
int
)
-1
,
 
arabmax
=
arabar
[
m
];

        
const
 
char
 
romanmax
=
romanar
[
m
][
0
];

        
int
 
i
,
 
n
;

        
if
(
!
arab
)
 
{

                
*
roman
=
0
;

                
return
 
roman
;

        
}

        
i
=
0
;

        
while
(
arab
>
arabmax
)
 
{

                
roman
[
i
++
]
 
=
 
romanmax
;

                
arab
      
-=
 
arabmax
;

        
}

        
n
=
m
;

        
while
(
arab
 
>
 
0
)
 
{

                
if
(
arab
 
>=
 
arabar
[
n
])
 
{

                        
roman
[
i
++
]
 
=
 
romanar
[
n
][
0
];

                        
if
(
n
&
1
)

                                
roman
[
i
++
]
 
=
 
romanar
[
n
][
1
];

                        
arab
 
-=
 
arabar
[
n
];

                
}
 
else

                        
n
--
;

        
}

        
roman
[
i
]
=
0
;

        
return
 
roman
;

}

unsigned
 
short
 
int
 
roman2arab
(
char
 
*
roman
)
 
{

        
const
 
int
 
m
 
=
 
sizeof
(
arabar
)
/
sizeof
(
int
)
-1
;

        
unsigned
 
short
 
int
 
arab
;

        
int
 
len
,
 
n
,
 
i
,
 
pir
;

        
len
=
strlen
(
roman
);

        
arab
=
0
;

        
n
=
m
;

        
i
=
0
;

        
while
(
n
 
>=
 
0
 
&&
 
i
 
<
 
len
)
 
{

                
pir
=
n
&
1
;

                
if
(
roman
[
i
]
 
==
 
romanar
[
n
][
0
]
 
&&
 
(
!
pir
 
||
 
roman
[
i
+
1
]
 
==
 
romanar
[
n
][
1
]))
 
{

                        
arab
 
+=
 
arabar
[
n
];

                        
i
    
+=
 
1
+
pir
;

                
}
 
else

                        
n
--
;

        
}

        
return
 
arab
;

}

```

```
val
 
arabar
  
=
 
Array
(
1
,
   
4
,
    
5
,
   
9
,
    
10
,
  
40
,
  
50
,
   
90
,
  
100
,
 
400
,
  
500
,
 
900
,
  
1000
)

val
 
romanar
 
=
 
Array
(
"I"
,
 
"IV"
,
 
"V"
,
 
"IX"
,
 
"X"
,
 
"XL"
,
 
"L"
,
 
"XC"
,
 
"C"
,
 
"CD"
,
 
"D"
,
 
"CM"
,
 
"M"
)

def
 
arab2roman
(
arab
:
 
Int
,
 
acc
:
 
String
 
=
 
""
,
 
n
:
 
Int
 
=
 
arabar
.
length
 
-
 
1
):
 
String
 
=

  
if
 
(
arab
 
==
 
0
)
 
acc

  
else
 
if
 
(
arab
 
>=
 
arabar
(
n
))
 
arab2roman
(
arab
 
-
 
arabar
(
n
),
 
acc
 
+
 
romanar
(
n
),
 
n
)

  
else
 
arab2roman
(
arab
,
 
acc
,
 
n
-
1
)

// arab2roman(4933) = MMMMCMXXXIII

```

```
type
 
str2
 
=
 
string
[
2
]
;
 

const
 

   
Rims
 
:
 
array
[
1
..
14
]
 
of
 
str2
 
=
 
(
'M'
,
'CM'
,
'D'
,
'CD'
,
'C'
,
'XC'
,
'L'
,
'XL'
,
'X'
,
'IX'
,
'V'
,
'IV'
,
'I'
,
' '
)
;
 

   
Arab
 
:
 
array
[
1
..
14
]
 
of
 
integer
 
=
 
(
1000
,
 
900
,
 
500
,
 
400
,
 
100
,
 
90
,
 
50
,
 
40
,
 
10
,
 
9
,
 
5
,
 
4
,
 
1
,
 
0
)
;
 

 

var
 

  
N
,
 
NI
,
 
I
,
 
J
 
:
 
integer
;
 

  
S
    
:
 
string
;
 

 

  
function
 
Arab2Rim
(
N
 
:
 
integer
)
 
:
 
string
;
 

  
var
 
S
 
:
 
string
;
 

      
I
 
:
 
integer
;
 

  
begin
 

    
S
 
:=
 
''
;
 
I
:=
1
;
 

    
while
 
N
 
>
 
0
 
do
 
begin
 

      
while
 
Arab
[
I
]
<=
N
 
do
 
begin
 

        
S
 
:=
 
S
 
+
 
Rims
[
I
]
;
 

        
N
 
:=
 
N
 
-
 
Arab
[
I
]
 

      
end
;
 

      
I
:=
I
+
1
 

    
end
;
 

    
Arab2Rim
 
:=
 
S
 

  
end
;
 

 

  
function
 
Rim2Arab
 
(
S
:
string
)
 
:
 
integer
;
 

  
var
 
I
,
 
N
 
:
 
integer
;
 

  
begin
 

    
I
:=
1
;
 
N
 
:=
 
0
;
 

    
while
 
S
<>
''
 
do
 
begin
 

      
while
 
Rims
[
I
]
 
=
 
Copy
(
S
,
 
1
,
 
Length
(
Rims
[
I
])
 
)
 
do
 
begin
 

        
S
 
:=
 
Copy
(
 
S
,
 
1
+
Length
(
Rims
[
I
])
,
 
255
)
;
 

        
N
 
:=
 
N
 
+
 
Arab
[
I
]
 

      
end
;
 

      
I
:=
I
+
1
 

    
end
;
 

    
Rim2Arab
 
:=
 
N
 

  
end
;
 

 

begin
 

  
WriteLn
(
'Перевод из арабских цифр в римские. 1999 B_SA'
)
;
 

{  Write('Введите число для преобразования:'); ReadLn(N);}
 

  
for
 
NI
 
:=
 
26
 
to
 
46
 
do
 

    
WriteLn
(
NI
,
' = '
,
Arab2Rim
(
NI
)
,
' обратно '
,
 
Rim2Arab
(
 
Arab2Rim
(
NI
)
 
))
;
 

end
.

```

```
function
 
Arab2Roman
(
arab
:
integer
)
:
string
;

var

  
i
:
integer
;

  
d
:
integer
;

  
arab_str
:
string
;

  
arab_len
:
integer
;

begin

  
Result
 
:=
 
''
;

  
arab_str
 
:=
 
IntToStr
(
arab
)
;

  
arab_len
 
:=
 
Length
(
arab_str
)
;

  
for
 
i
 
:=
 
0
 
to
 
arab_len
-
1
 
do
 
begin

    
d
 
:=
 
StrToInt
(
String
(
arab_str
[
arab_len
-
i
]))
;

    
if
 
(
d
+
1
)
 
mod
 
5
 
=
 
0
 
then

      
Result
 
:=
 
Copy
(
'IXCM'
,
 
1
+
i
,
 
1
)
 
+
 
Copy
(
'VXLCDM'
,
 
i
*
2
 
+
 
(
d
+
1
)
 
div
 
5
,
 
1
)
 
+
 
Result

    
else

      
Result
 
:=
 
Copy
(
'VLD'
,
 
1
+
i
,
 
d
 
div
 
5
)
 
+
 
Copy
(
'IIIXXXCCCMMM'
,
 
1
+
i
*
3
,
 
(
d
 
mod
 
5
))
 
+
 
Result
;

  
end
;

end
;

```

```
10
 
INPUT
 
"АРАБСКОЕ ЧИСЛО: "
;
 
А
$

20
 
FOR
 
I
=
0
 
TO
 
LEN
(
A$
)
-1

30
 
X
=
VAL
(
MID$
(
A$
,
LEN
(
A$
)
-
I
,
1
))

40
 
IF
 
X
=
4
 
OR
 
X
=
9
 
THEN
 
B$
=
MID$
(
"IXCM"
,
I
+
1
,
1
)
+
MID$
(
"VXLCDM"
,
I
*
2
+
(
X
+
1
)
/
5
,
1
)
+
B$

50
 
IF
 
X
<
4
 
THEN
 
B$
=
MID$
(
"IIIXXXCCCMMM"
,
1
+
I
*
3
,
X
)
+
B$

   
ELSE
 
IF
 
X
>
4
 
AND
 
X
<
9
 
THEN
 
B$
=
MID$
(
"VLD"
,
I
+
1
,
1
)
+
MID$
(
"IIIXXXCCCMMM"
,
1
+
I
*
3
,
X
-5
)
+
B$

60
 
NEXT
 
I

70
 
PRINT
 
"РИМСКОЕ ЧИСЛО: "
;
 
B$

```

```
string-join(

	
for
 
$num
 
in
 
(1999)

		
return
 
(

			
('','M','MM','MMM')[($num
 
idiv
 
1000)
 
mod
 
10+1],

			
('','C','CC','CCC','CD','D','DC','DCC','DCCC','CM')[($num
 
idiv
 
100)
 
mod
 
10+1],

			
('','X','XX','XXX','XL','L','LX','LXX','LXXX','XC')[($num
 
idiv
 
10)
 
mod
 
10+1],

			
('','I','II','III','IV','V','VI','VII','VIII','IX')[$num
 
mod
 
10+1]

		
),

	
'')

```

```
use
 
strict
;

use
 
warnings
;

my
 
$n
 
=
 
1999
;

my
 
$nums
 
=
 
[
 

 
[
''
,
 
qw(I II III IV V VI VII VIII IX)
 
],

 
[
''
,
 
qw(X XX XXX XL L LX LXX LXXX XC)
 
],

 
[
''
,
 
qw(C CC CCC CD D DC DCC DCCC CM)
 
],

 
[
''
,
 
qw(M MM MMM)
 
]

];

my
 
$i
 
=
 
0
;
 
my
 
@res
 
=
 
();

push
 
@res
,
 
(
$nums
->
[
$i
++
][
 
(
$n
 
%
 
10
,
 
$n
 
=
 
int
(
$n
 
/
 
10
))[
0
]
 
])
 
for
 
0
 
..
 
3
;

print
 
reverse
 
@res
;

```

```
import
 
java.util.*
;

public
 
class
 
IntegerConverter
 
{

    
public
 
static
 
String
 
intToRoman
(
int
 
number
)
 
{

        
if
 
(
number
 
>=
 
4000
 
||
 
number
 
<=
 
0
)

            
return
 
null
;

        
StringBuilder
 
result
 
=
 
new
 
StringBuilder
();

        
for
(
Integer
 
key
 
:
 
units
.
descendingKeySet
())
 
{

            
while
 
(
number
 
>=
 
key
)
 
{

                
number
 
-=
 
key
;

                
result
.
append
(
units
.
get
(
key
));

            
}

        
}

        
return
 
result
.
toString
();

    
}

    
private
 
static
 
final
 
NavigableMap
<
Integer
,
 
String
>
 
units
;

    
static
 
{

        
NavigableMap
<
Integer
,
 
String
>
 
initMap
 
=
 
new
 
TreeMap
<>
();

        
initMap
.
put
(
1000
,
 
"M"
);

        
initMap
.
put
(
900
,
 
"CM"
);

        
initMap
.
put
(
500
,
 
"D"
);

        
initMap
.
put
(
400
,
 
"CD"
);

        
initMap
.
put
(
100
,
 
"C"
);

        
initMap
.
put
(
90
,
 
"XC"
);

        
initMap
.
put
(
50
,
 
"L"
);

        
initMap
.
put
(
40
,
 
"XL"
);

        
initMap
.
put
(
10
,
 
"X"
);

        
initMap
.
put
(
9
,
 
"IX"
);

        
initMap
.
put
(
5
,
 
"V"
);

        
initMap
.
put
(
4
,
 
"IV"
);

        
initMap
.
put
(
1
,
 
"I"
);

        
units
 
=
 
Collections
.
unmodifiableNavigableMap
(
initMap
);

    
}

}

```

```
/// <summary>

/// Класс предназначен для преобразований арабских чисел в римские и обратно

/// </summary>

/// <remarks>

/// <para>Класс изначально содержит алфавит римских чисел, способных определять арабские числа от 1 до 39999</para>

/// <para>Если необходимо расширить диапазон, то можно определить дополнительные обозначения для римских чисел, используя

/// поле <see cref="БазовыеРимскиеЧисла"/>БазовыеРимскиеЧисла</remarks>

public
 
static
 
class
 
РимскоеЧисло

{

/// <summary>

/// Алфавит базовых римских чисел

/// <para>Алфавит построен в виде словаря. Ключом словаря является арабское число (int), значением - соответствующее ему

/// римское число (string)</para>

/// </summary>

/// <remarks>

/// <para>Содержит римское обозначения арабских чисел 1*,4*,5*,9* - где "*"представляет собой 0...N нулей</para>

/// <para>При создании содержит в себе обозначение чисел от 1 до 10000 (I...ↂ) Так как в римском числе один символ не может

/// встречаться более трех раз, то изначально можно преобразовать в римский формат числа от 1 до 39999.</para> 

/// <para>Если Вы хотите иметь возможность работать с большим количеством римских чисел, то вы должны добавить в список 

/// дополнительные обозначения начиная с 40000 не пропуская элементы 1*,4*,5*,9*.</para>

/// </remarks>

public
 
static
 
SortedList
<
int
,
 
string
>
 
БазовыеРимскиеЧисла
 
{
 
get
;
 
set
;
 
}

static
 
РимскоеЧисло
()

{

	
БазовыеРимскиеЧисла
 
=
 
new
 
SortedList
<
int
,
 
string
>
(
17
);

	
БазовыеРимскиеЧисла
.
Add
(
1
,
 
"I"
);

	
БазовыеРимскиеЧисла
.
Add
(
4
,
 
"IV"
);

	
БазовыеРимскиеЧисла
.
Add
(
5
,
 
"V"
);

	
БазовыеРимскиеЧисла
.
Add
(
9
,
 
"IX"
);

	
БазовыеРимскиеЧисла
.
Add
(
10
,
 
"X"
);

	
БазовыеРимскиеЧисла
.
Add
(
40
,
 
"XL"
);

	
БазовыеРимскиеЧисла
.
Add
(
50
,
 
"L"
);

	
БазовыеРимскиеЧисла
.
Add
(
90
,
 
"XC"
);

	
БазовыеРимскиеЧисла
.
Add
(
100
,
 
"C"
);

	
БазовыеРимскиеЧисла
.
Add
(
400
,
 
"CD"
);

	
БазовыеРимскиеЧисла
.
Add
(
500
,
 
"D"
);

	
БазовыеРимскиеЧисла
.
Add
(
900
,
 
"CM"
);

	
БазовыеРимскиеЧисла
.
Add
(
1000
,
 
"M"
);

	
БазовыеРимскиеЧисла
.
Add
(
4000
,
 
"Mↁ"
);

	
БазовыеРимскиеЧисла
.
Add
(
5000
,
 
"ↁ"
);

	
БазовыеРимскиеЧисла
.
Add
(
9000
,
 
"Mↂ"
);

	
БазовыеРимскиеЧисла
.
Add
(
10000
,
 
"ↂ"
);

}

/// <summary>

/// Рассчитывает максимально возможное римское число для текущего алфавита римских чисел.

/// </summary>

/// <returns>Максимально возможное римское число</returns>

public
 
static
 
uint
 
МаксимальноеРимскоеЧисло
()
 

{
 

	
int
 
последнееЧисло
 
=
 
БазовыеРимскиеЧисла
.
Keys
.
Last
();

	
int
 
числоБезНулей
 
=
 
int
.
Parse
(
последнееЧисло
.
ToString
().
Replace
(
'0'
,
'\0'
));

	
int
 
предварительное
=
0
;

	

	
switch
 
(
числоБезНулей
)

	
{

		
case
 
1
:

			
предварительное
 
=
 
последнееЧисло
 
*
 
4
 
-
 
1
;

			
break
;

		
case
 
4
:

		
case
 
9
:

			
предварительное
 
=
 
последнееЧисло
;

			
break
;

		
case
 
5
:

			
предварительное
 
=
 
последнееЧисло
 
+
 
последнееЧисло
 
/
 
5
 
*
 
3
;

			
break
;

		
default
:

			
break
;

	
}

	
return
 
uint
.
Parse
(
предварительное
.
ToString
().
Replace
(
'0'
,
 
'9'
));;
 

}

/// <summary>

/// Конвентирует целое число в римское число

/// </summary>

/// <param name="числоАраб">Арабское число, которое необходимо преобразовать в римскую запись</param>

/// <exception cref="ArgumentOutOfRangeException">Генерируется когда в качестве параметра передано число равное "0" 

/// или число большее чем максимальная римское число.</exception>

/// <returns>Строку, представляющую собой римской число</returns>

public
 
static
 
string
 
АрабскоеВРимское
(
this
 
int
 
числоАраб
)

{

	
StringBuilder
 
числоРимское
 
=
 
new
 
StringBuilder
();

	
//Исключаем знак "-" из арабского числа и делаем его первым символом римского числа

	
if
 
(
числоАраб
 
<
 
0
)

	
{

		
числоРимское
.
Append
(
"-"
);

		
числоАраб
 
=
 
-
числоАраб
;

	
}

	
if
 
(
числоАраб
 
==
 
0
)

		
throw
 
new
 
ArgumentOutOfRangeException
(
"числоАраб"
,
 
числоАраб
,
 

			
"Недопустимое значение аргумента: римские числа не могут быть равными\"0\""
);

	
else
 
if
 
(
числоАраб
 
>
 
МаксимальноеРимскоеЧисло
())

		
throw
 
new
 
ArgumentOutOfRangeException
(
"числоАраб"
,
 
числоАраб
,
 

			
string
.
Format
(
"Недопустимое значение аргумента: невозможно задать римское число большее чем {0}"
,

				
МаксимальноеРимскоеЧисло
()));

	
//Раскладываем арабское число на составляющие его римские числа и объединяем их в одну строку

	
var
 
необходимыеБазовыеРимскиеЧисла
 
=
 

		
from
 
к
 
in
 
БазовыеРимскиеЧисла
.
Keys
 

		
where
 
к
 
<=
 
числоАраб
 

		
orderby
 
к
 
descending
 

		
select
 
к
;

	
foreach
 
(
int
 
тек
 
in
 
необходимыеБазовыеРимскиеЧисла
)

	
{

		
while
 
((
числоАраб
 
/
 
тек
)
 
>=
 
1
)

		
{

			
числоАраб
 
-=
 
тек
;

			
числоРимское
.
Append
(
БазовыеРимскиеЧисла
[
тек
]);

		
}

	
}

	
return
 
числоРимское
.
ToString
();

}

/// <summary>

/// Конвентирует римское число в арабское

/// </summary>

/// <param name="числоРимское">Римское число, которое необходимо преобразовать в тип int</param>

/// <exception cref="FormatException">Генерируется когда в качестве параметра передано число не являющееся римским</exception>

/// <returns>Целое число, представляющее собой арабскую запись римского числа</returns>

public
 
static
 
int
 
РимскоеВАрабское
(
this
 
string
 
числоРимское
)

{

	
int
 
числоАраб
 
=
 
0
;

	
sbyte
 
отрицательное
 
=
 
1
;

	
string
 
рим
 
=
 
числоРимское
.
Trim
();

	
if
 
(
рим
[
0
]
 
==
 
'-'
)

	
{

		
отрицательное
 
=
 
-
1
;

		
рим
 
=
 
рим
.
Substring
(
1
);

	
}

	
StringBuilder
 
шаблонРимскогоНомера
 
=
 
new
 
StringBuilder
();

	

	
foreach
 
(
int
 
к
 
in
 
БазовыеРимскиеЧисла
.
Keys
)

	
{

		
int
 
индекс
 
=
 
БазовыеРимскиеЧисла
.
Keys
.
IndexOf
(
к
);

		
string
 
квантификатор
=
"?"
;

		
if
 
(
индекс
 
==
 
0
 
||
 
(
индекс
 
%
 
4
)
 
==
 
0
)

			
квантификатор
=
"{0,3}"
;

		
шаблонРимскогоНомера
.
Insert
(
0
,
 
string
.
Format
(
"(?<{0}>({1}){2})?"
,
 
к
.
ToString
(),
 

			
БазовыеРимскиеЧисла
[
к
],
 
квантификатор
));

	
}

	
//Игнорировать регистр + соответствие должно начинаться с начала строки

	
шаблонРимскогоНомера
.
Insert
(
0
,
 
"(?i)^"
);

	
//Соответствие должно обнаруживаться в конце строки

	
шаблонРимскогоНомера
.
Append
(
"$"
);

	
//Упрощенная проверка. Не проверяет таких ошибок как IVII

	
if
 
(
!
Regex
.
IsMatch
(
рим
,
 
шаблонРимскогоНомера
.
ToString
()))

		
throw
 
new
 
FormatException
(
string
.
Format
(
"Текст \"{0}\" не является римским числом"
,
числоРимское
));

	
Match
 
число
 
=
 
Regex
.
Match
(
рим
,
 
шаблонРимскогоНомера
.
ToString
());

	

	
foreach
 
(
int
 
к
 
in
 
БазовыеРимскиеЧисла
.
Keys
)

	
{

		
числоАраб
 
+=
 
число
.
Groups
[
к
.
ToString
()].
Length
 
/
 
БазовыеРимскиеЧисла
[
к
].
Length
 
*
 
к
;

	
}

	

	
return
 
числоАраб
 
*
 
отрицательное
;

}

}

```

### Комментарии
1. ↑  Автор - Кузнецов Евгений А.
2. ↑  Автор - Кузнецов Евгений А., 1992 год